# Simón Bolívar (film din 1969)
Simón Bolívar (titlul original: în spaniolă Simon Bolivar) este un film dramatic de coproducție hispano-italo-venezuelean, realizat în 1969 de regizorul Alessandro Blasetti, protagoniști fiind actorii Maximilian Schell, Rosanna Schiaffino și Francisco Rabal. 

## Rezumat
Profitând de ocupația napoleoniană a Spaniei, Simón Bolivar începe să-și folosească carisma pentru a aduna o armată numeroasă pentru a învinge trupele regaliste. Dar, după ce i-a învins, va trebui să se confrunte cu noua clasă politică care se opune visului său de o Americă Spaniolă unită. El este însărcinat de Congresul Panamerican să atingă această piatră de hotar, dar în adâncul lor se așteaptă ca el să eșueze și asta îl va face să-și piardă popularitatea. Este trimis în Peru, unde trupele sale obțin o mare victorie.

## Distribuție
- Maximilian Schell – Simón Bolívar
- Rosanna Schiaffino – Consuelo Hernández
- Francisco Rabal – José Antonio Del Llano
- Barta Barri
- Elisa Cegani – Conchita Díaz Moreno
- Ángel del Pozo –
- Luis Dávila – Carlos
- Manuel Gil –
- Sancho Gracia –
- Tomás Henríquez – Negro Primero
- Julio Peña – señor Hernández
- Conrado San Martin – genqralul José Antonio Paez
- Fernando Sancho – Fernando Gonzales
- Magdalena Sánchez

## Premii și nominalizări
- 1969 A fost prezentat la cel de-al 6-lea Festival Internațional de Film de la Moscova.[1]

## Aprecieri
„ Spiritul lui Guevara invocat sub masca unui frumos film biografic. ”—T. Caranfil , Dicționar universal de filme 